# 아이파크몰 용산점
아이파크몰 용산점은 서울특별시 용산구에 위치한 복합 쇼핑 공간이다. 2006년 개장했다.

## 구성
지하 3층과 지상 9층 규모로 이루어져 있다. '더 센터'와 '테이스트파크', '패션파크', '리빙파크' 총 4개 구역으로 구성됐다.

### 더 센터
유니클로와 H&M을 비롯한 의류 브랜드, 아웃백스테이크하우스와 투썸플레이스, 폴 바셋 등 유명 프랜차이즈 음식점이 입점해 있다.

### 테이스트파크
CGV 용산아이파크몰이 테이스트파크, 패션파크에 걸쳐져 위치했다. 총 20관, 3천 여석 좌석으로 구성됐다. 

### 패션파크
자라, 에잇세컨즈, 탑텐, 스파오 등 패스트 패션 브랜드와 나이키, 뉴발란스, 닥터 마틴, 크록스, 노스페이스, 타미힐피거, 파타고니아 등 유명 해외 브랜드 매장이 입점했다.

### 리빙파크
신라아이파크면세점이 3층부터 7층까지, 총 5개층에 위치해 있다. 63뷔페 파빌리온과 피에프창, 크리스탈 제이드 등 유명 식음 브랜드가 7~8층에 입점해 있다.

## 위상 및 평가
2022년 4월 이후 33개월 연속 매출 성장을 이뤘다. 매출액은 2021년 3,250억 원, 2022년 4,200억 원, 2023년 5,000억 원, 2024년 5,420억 원을 기록했다.